# Контовунисиос, Христос
Хри́стос Контовуни́сиос (греч. Χρήστος Κοντοβουνήσιος; род. XX век, Гликорризи) — греческий дипломат, чрезвычайный и полномочный посол Греции в Финляндии (2009—2014); ранее — в Казахстане (2005—2008) и Сербии.

## Биография
Родился в Гликорризи, где окончил среднюю школу и далее изучал политологию в Афинах, после чего обучался в аспирантуре Стокгольмского университета в области международных отношений и права, а также в Сорбоне в области истории.
В 1979 году поступил на дипломатическую службу в Министерство иностранных дел Греции. Он служил во многих странах, включая Канаду, Украину и Австралию.
19 февраля 2005 года назначен послом Греции в Казахстане (и по совместительству в Киргизии) и завершил командировку 9 декабря 2008 года.
9 января 2009 года был назначен чрезвычайным и полномочным послом Греции в Финляндии и в этой должности состоял до 2014 года.
Им написан ряд сборников поэзии. Стихи переведены на русский и финский языки. Также переводит иностранную поэзию на греческий язык. Кроме родного новогреческого владеет французским, английским и русским языками.